# Sicherheitswerkbank

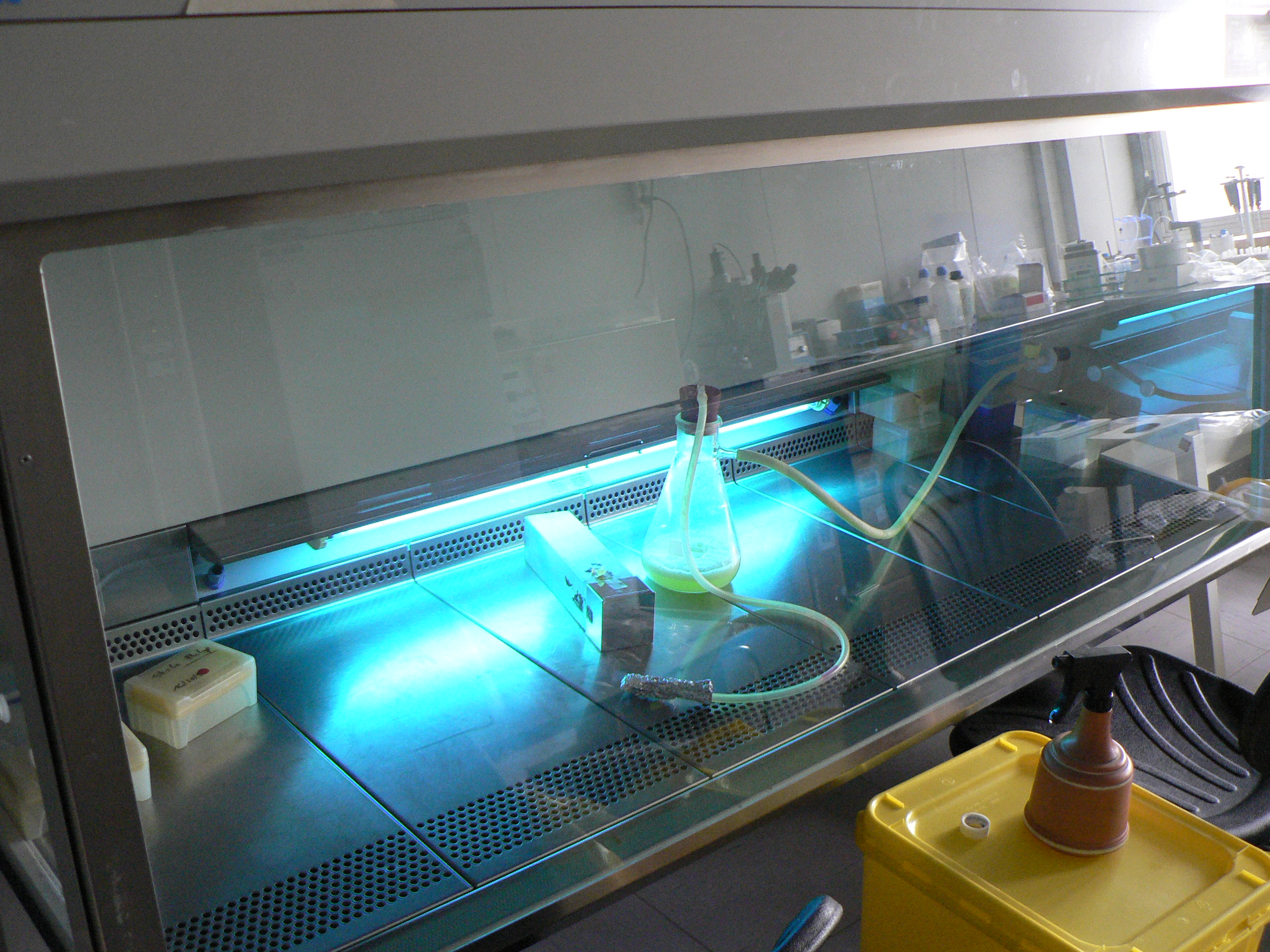
Sicherheitswerkbank mit zum Sterilisieren eingeschalteter UV-Beleuchtung

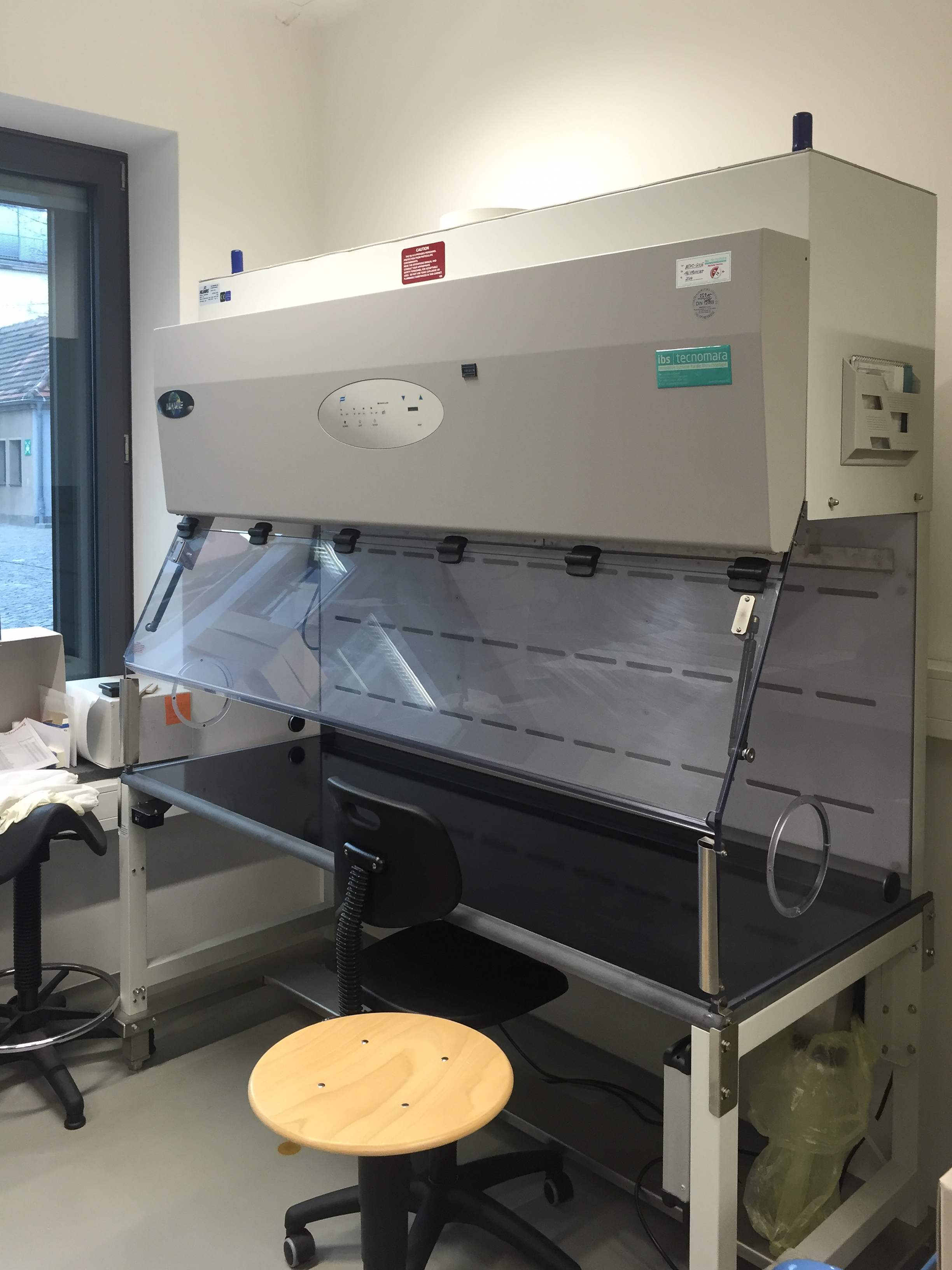
Sicherheitswerkbank in der Archivgutanlieferung beim Hauptstaatsarchiv Dresden

Eine Sicherheitswerkbank ist eine sterile Werkbank, die in Zellkulturlaboren oder bei der Arbeit mit empfindlichen Materialien, wie z. B. Halbleiterwerkstoffen in der Halbleitertechnik, Anwendung findet. Eine Sicherheitswerkbank besteht aus einem Arbeitstisch mit einem Gehäuse, das speziell belüftet wird. Man unterscheidet zwischen der mikrobiologischen Sicherheitswerkbank und der Reinraumwerkbank. Beide Sicherheitswerkbänke, mit Ausnahme der mikrobiologischen Sicherheitswerkbank Klasse I, schützen zunächst das Produkt durch das Einleiten gefilterter Luft. Die Reinraumwerkbank (Produktschutzwerkbank, engl. laminar flow cabinet) bietet dem Anwender keinen Schutz. Die mikrobiologische Werkbank (engl. biosafety cabinet (BSC) oder microbiological safety cabinet) schützt den Anwender zusätzlich vor dem Ausdringen von (kontaminierten oder potentiell kontaminierten) Mikroorganismen und Aerosolen.

## Reinraumwerkbank
Eine Reinraumwerkbank (auch Produktschutzwerkbank oder Impfbank; engl. Laminar flow cabinet, kurz Flow) dient nur dem Produktschutz. Die Abluft wird nicht speziell gefiltert in den Arbeitsraum geblasen, sodass der Nutzer ungeschützt ist. Durch die einfache Ausführung ist die Reinraumwerkbank günstiger als die mikrobiologische Sterilwerkbank. Sie ist jedoch nicht für mikrobiologische und biotechnologische Arbeiten geeignet. Die Reinraumwerkbank findet Anwendung bei sterilen Arbeiten ohne Mikroorganismen, also zur Filtration von Medien oder Puffern und bei der Arbeit mit empfindlichen Materialien wie Halbleiterwerkstoffen oder Mikroelektronik. Je nach Luftstromführung unterscheidet man zwischen
- Reinraumwerkbank mit horizontalem Luftstrom und
- Reinraumwerkbank mit vertikalem Luftstrom.

In beiden Fällen wird die vorgefilterte Raumluft durch einen Schwebstofffilter gereinigt. Beim horizontalen Luftstrom befindet sich dieser Filter an der Rückwand der Werkbank. Die Luft wird horizontal nach vorne befördert und bläst dem Benutzer ungefiltert entgegen in den Arbeitsraum. Der vertikale Luftstrom kann sowohl von unten nach oben als auch von oben nach unten geführt werden.

## Mikrobiologische Werkbank
Im Gegensatz zur Reinraumwerkbank schützt die mikrobiologische Sicherheitswerkbank nicht nur das Produkt, sondern auch den Nutzer vor Mikroorganismen und Aerosolen. Im Englischen ist die mikrobiologische Sicherheitswerkbank als biosafety cabinet (BSC) oder microbiological safety cabinet bekannt. Es gibt mikrobiologische Sicherheitswerkbänke in unterschiedlichen Sicherheitsstufen:
- Klasse   I – Schutz der Arbeitenden
- Klasse  II – Schutz der Arbeitenden und des Arbeitsgegenstands
- Klasse III – erhöhter Schutz der Arbeitenden, Schutz des Arbeitsgegenstands

### Funktion
Um zu verhindern, dass luftgetragene Organismen, Sporen oder Aerosole ausdringen, wird Luft aus dem Innenraum der Sicherheitswerkbank durch einen Schwebstofffilter abgesaugt. Ein Teil der abgesaugten Luft wird entlang der (zum Arbeiten offenen) Front wieder in den Arbeitsraum eingeblasen. Hierzu ist oberhalb des Arbeitsbereiches ein leistungsstarkes Lüftungssystem eingebaut.
In mikrobiologischen Sicherheitswerkbänken der Klasse I wird dabei Raumluft durch die Arbeitsöffnung über die Arbeitsfläche gesaugt. Aerosole und Partikel werden zu einem Filter befördert. Die Beschäftigten werden geschützt, solange der Luftstrom nicht behindert wird. Arme und Hände, die sich im Gehäuse befinden sind ungeschützt. Ein Produktschutz ist nicht gegeben. Mikrobiologische Sicherheitswerkbänke der Klasse I werden meist genutzt, um Geräte, die möglicherweise Aerosole erzeugen (z. B. Zentrifugen) zu lagern.
In mikrobiologischen Sicherheitswerkbänken der Klasse II (engl. Laminar Air Flow Box) wird ein Teil der gefilterten Abluft in laminarer Strömung als „Luftvorhang“ entlang der teilweise geöffneten Frontscheibe nach unten geblasen und zusammen mit der angesaugten Raumluft wieder dem Filter zugeführt, so dass die angesaugte Frischluft gereinigt wird, bevor sie mit dem Arbeitsmaterial in Berührung kommt. Zugleich wird hiermit das Risiko minimiert, dass Partikel aus dem Inneren der Werkbank (Sicherheitskammer) durch die teilweise geöffnete Frontscheibe in die Laborumgebung gelangen können. Sensoren lösen einen Alarmton aus, wenn die laminare Strömung so erheblich gestört wird, dass Innen- und Außenluft durch Wirbel vermischt werden. Dies kann passieren, wenn die Frontscheibe zu weit geöffnet ist. Eine weitere mögliche Ursache liegt in der Lagerung von zu vielen Gegenständen innerhalb der Sicherheitswerkbank. Diese Gegenstände können den Luftstrom negativ beeinflussen.
Mikrobiologische Sicherheitswerkbänke der Klasse III (engl.: glove box) sind vollständig geschlossen. Sie verfügen über fest eingebaute Handschuhe und Schleusen, durch die Werkzeuge und Arbeitsmaterial eingebracht werden. Sowohl Zuluft als auch Abluft werden durch Schwebstofffilter geführt, wobei im Innern ein Unterdruck aufrechterhalten wird, so dass bei Undichtigkeiten keine potentiell kontaminierte Innenluft austritt. Diese Sicherheitswerkbänke werden in der EU als Dual-Use-Geräte gelistet und unterliegen ggf. einer Exportbeschränkung.

### Regularien
Sicherheitswerkbänke dienen dem Schutz der arbeitenden Person (sowie des Arbeitsgegenstandes). Es gibt verschiedene Normen, die eine Sicherheitswerkbank einhalten soll. Mikrobiologische Sicherheitswerkbänke der Klassen II und III entsprechen der DIN EN 12469 und sind demnach für mikrobiologische und biotechnologische Arbeiten geeignet. In den USA regelt dies die NSF49. Eine Zertifizierung durch ein unabhängiges Prüfinstitut ist zu empfehlen. Nach dem Aufbau der Sicherheitswerkbank im Labor ist eine Abnahmeprüfung durch eine zertifizierte Stelle zu empfehlen. Die WHO empfiehlt eine maximale Verwendungsdauer von 15 Jahren.
Für Sicherheitswerkbänke und Isolatoren für Zytostatika-Zubereitungen gelten die baulichen und funktionalen Anforderungen der erneuerten DIN 12980.

## Sonstige Ausstattung
Die Inneneinrichtung von Sicherheitswerkbänken wird modular aus Edelstahl oder anderen geeigneten Materialien so gestaltet, dass die Arbeitsfläche herausgenommen werden kann, um sie und den Raum darunter zu reinigen. Oftmals gibt es im Innern der Sicherheitswerkbank Absaugvorrichtungen für Flüssigkeiten, Steckdosen und Gasanschlüsse. Sicherheitswerkbänke können mit UV-Lampen ausgestattet sein, um den Innenraum zu sterilisieren. Diese müssen ausgeschaltet bleiben, wenn darin gearbeitet wird, da sie schnell zu Hautschädigungen (Sonnenbrand) führen. Auch würden sie die Zellen, mit denen gearbeitet wird, schädigen oder töten. Die Frontseite von Sicherheitswerkbänken ist mit einer Glasscheibe ausgestattet, die komplett geschlossen werden kann. Diese Frontscheibe wird bei älteren Geräten manuell bewegt, bei modernen Geräten erfolgt dies elektrisch über einen Motor. Die Frontscheibe wird heruntergefahren, wenn nicht darin gearbeitet wird, insbesondere, wenn mit  ultraviolettem Licht sterilisiert wird.

## Ergonomie
Sicherheitswerkbänke werden von Labormitarbeitern meistens täglich und teilweise mehrere Stunden benutzt. Neben dem Schutz der arbeitenden Person und des Probenmaterials wird der Aspekt des ergonomischen Arbeitens immer wichtiger. Hierzu gehören eine möglichst geringe Lärmbelastung durch die Lüftungsanlage, eine höhenverstellbare Arbeitsfläche sowie starke aber blendfreie Lichtquellen.

## Wartung
Sicherheitswerkbänke müssen regelmäßig gewartet werden. Hierbei wird überprüft, ob die Luftströmung den Vorschriften entspricht, also die Sicherheit von arbeitender Person sowie, wenn nötig, des Probenmaterials. Die Schwebstofffilter haben eine limitierte Gebrauchsdauer. Abhängig von der Reinheit der Laborluft sowie der Reinheit der Proben wird die Durchlässigkeit der Filter mit der Zeit reduziert. Moderne Sicherheitswerkbänke messen den Filterluftdurchfluss. Ist dieser zu niedrig, so ertönt ein Alarm. Die Filter sollten nur von fachkundigen Personen ausgetauscht werden, da die Filter potentiell als infektiöses Material anzusehen sind. Um Gefahrensituationen und aufwendige Filterwechsel zu vermeiden, empfiehlt der Ausschuss für Biologische Arbeitsstoffe (ABAS) die Anschaffung von Sicherheitswerkbänken mit 3-Filter-Systemen. Diese ermöglichen einen kontaminationsarmen Filterwechsel und die sichere Inaktivierung der kontaminierten Filterelemente. Bei Verwendung einer UV-Lampe sollte auch diese, abhängig von der täglichen Gebrauchsdauer, nach einem bestimmten Zeitintervall ausgetauscht werden. Die Strahlungsleistung einer UV-Lampe lässt mit der Zeit nach, so dass eine vollständige Sterilisierung der Arbeitsfläche u. U. nicht mehr gewährleistet ist.

## Entsorgung
Altgeräte oder ausgediente Komponenten von Sicherheitswerkbänken enthalten wiederverwertbare Materialien wie Edelstahl. Bis auf die HEPA-Filter können sämtliche Komponenten der Geräte nach erfolgter Dekontamination in der Regel einer geregelten Entsorgung zugeführt werden. Die Luftfilter hingegen müssen als gefährlicher Abfall entsorgt werden. Um beim Ausbau eine Kontamination involvierter Personen und des Labors zu verhindern, sind eine Reihe von Sicherheitsmaßnahmen nötig – neben der persönlichen Schutzausrüstung etwa die luftdichte Umhüllung der Laborbank durch ein Sicherheitszelt, die Verwendung eines Sicherheitssaugers und die Nutzung UN-codierter Gefahrgutbehälter.

## Einbau im Labor
Im Gegensatz zu anderen Laborgeräten (Pipette, Zentrifuge, Thermocycler) sind Sicherheitswerkbänke sehr groß (ca. 2,40 m hoch, 80 cm tief, bis zu 2 m lang), und schwer (bis zu 350 kg). Ein genaues Ausmessen des Labors, in den meisten Fällen des Zellkulturlabors, sowie gegebenenfalls die Überprüfung der Traglast von Decken und Fahrstühlen sowie der Flure und Türen zwischen Gebäudeeingang und geplantem Standort der Sicherheitswerkbank sind erforderlich. Die Positionierung der Sicherheitswerkbank innerhalb eines Laborraumes ist abhängig von der Position der Türen sowie der Lüftungsanlage. Der Arbeitsplatz an einer Sicherheitswerkbank sollte möglichst wenig externe Luftturbulenzen aufweisen.

## Abgrenzung
Sicherheitswerkbänke werden mitunter mit Abzügen verwechselt. Sicherheitswerkbänke gewähren jedoch im Gegensatz zu Abzügen nur Schutz vor Partikeln und Aerosolen. Gase und Dämpfe werden nicht in ihren Filtern zurückgehalten.
Sicherheitswerkbänke werden auch für nicht biotechnische Arbeiten unter Reinraumbedingungen genutzt, etwa in der Halbleiter-Fertigung.
Ein Handschuhkasten dient dazu, unter möglichst vollkommenen Abschluss des zu behandelnden Materials meist unter spezieller Atmosphäre zu arbeiten.